# Liceo Condorcet
El Liceo Condorcet (en francés: Lycée Condorcet), anteriormente conocido como Lycée Bonaparte, es uno de los cuatro liceos más antiguos de París, y también uno de los más prestigiosos. Fue fundado en el año 1803 en su actual emplazamiento, el número 8 de la rue du Havre, entre la estación Saint-Lazare y el boulevard Haussmann, en el 9.º distrito.

## Antecedentes
El liceo ocupa parte de las instalaciones del antiguo convento de los capuchinos de Saint-Louis-d'Antin, que ordenaron su construcción en 1781 al arquitecto neoclásico Alexandre Théodore Brongniart. Con el estallido de la Revolución (1789), el convento pasó a desempeñar funciones de hospital, y el inmueble fue declarado como bien nacional.

## Historia
Con la llegada al poder de Napoleón y la creación de la red de centros de enseñanza secundaria (lycées), el inmueble del convento capuchino pasó a albergar el Lycée de la Chaussée d'Antin (esta fue su primera denominación) a partir de 1803. El mismo arquitecto Brongniart llevó a cabo las obras de acondicionamiento, que incluyen el realzado del edificio y la construcción de un nuevo campanario.
La denominación del liceo ha ido variando siguiendo las vicisitudes políticas de Francia. Así, el paso del régimen consular al Imperio napoleónico marcó la conversión del liceo en el Lycée Impérial Bonaparte (entre 1805 y 1814); la restauración borbónica lo transformó en el Collège Royal Bourbon (Colegio real Borbón, entre 1815 y 1848), para volver a su estatus y denominación imperial durante el Segundo Imperio (1848-1870) y recuperar tras la caída de este su carácter de liceo. Ya durante la III República, fue conocido alternativamente como Lycée Condorcet (1870-1874), Lycée Fontanes (1874-1883) y nuevamente Lycée Condorcet, ya de forma definitiva y bajo el impulso de Jules Ferry, en honor del filósofo, matemático y político girondino Nicolas de Condorcet.
A lo largo de su historia, el liceo se ha caracterizado por un talante liberal que ha atraído a sus clases a los hijos de la burguesía progresista de París. Por ejemplo, ha sido uno de los raros liceos que nunca ha funcionado en régimen de internado para sus alumnos: estos se alojaban bien en casa de sus padres, bien en pensiones para estudiantes del barrio. Igualmente, el liceo Condorcet fue uno de los pioneros de la enseñanza mixta, que se empezó a introducir en las clases preparatorias en 1930 y se extendió a los cursos de secundaria en 1975.

## El liceo hoy
En la actualidad, el liceo sigue funcionando como centro de enseñanza secundaria, y se mantiene como uno de los centros más prestigiosos de París: en 2006, obtuvo la tercera plaza en el ranking nacional de liceos según los resultados del concours général, y desde entonces mantiene tasas de obtención del BAC (baccalauréat, bachillerato) cercanas al 100%.

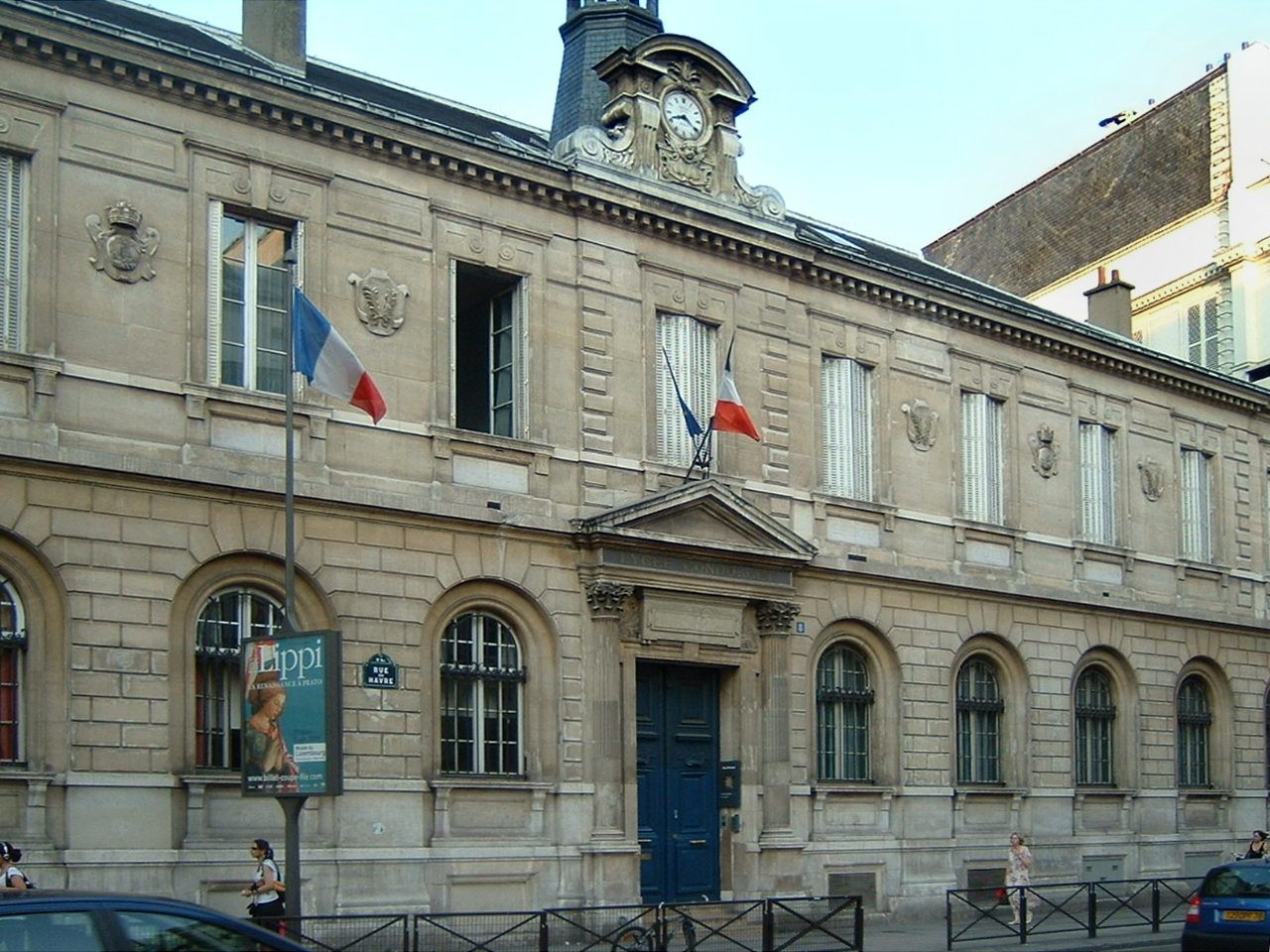
Vista frontal del Liceo Condorcet por la rue du Havre (distrito IX).
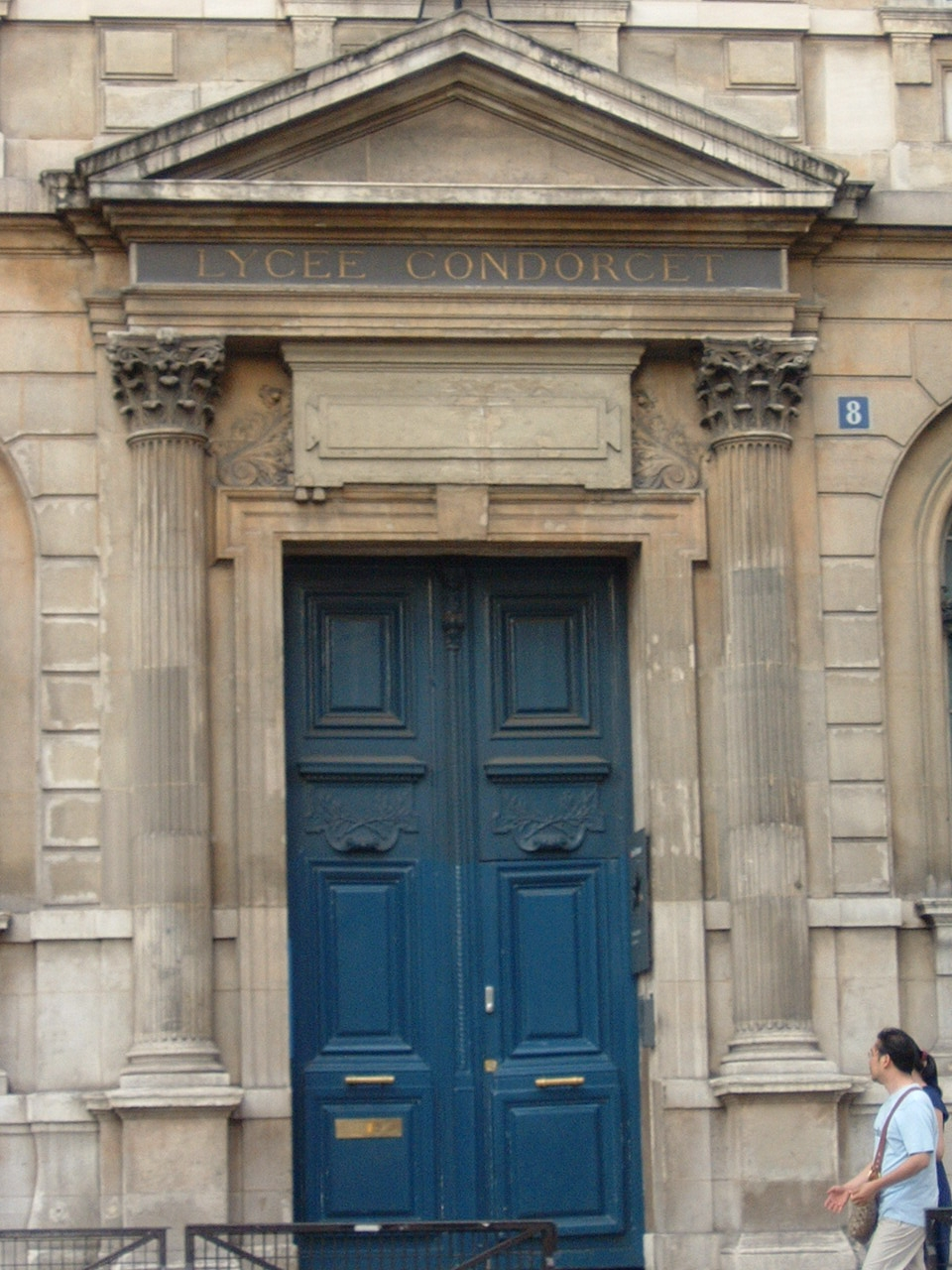
Puerta de entrada del Liceo, desde la rue du Havre (distrito IX).

Además del bachillerato, en el liceo se imparten también clases de prepa o preparatorias para los concours (pruebas) literarios (A/L, preparación clásica y moderna) y científicos (MPSI, PCSI, MP*, MP, PC, PSI*).
Una particularidad del liceo Condorcet es su tamaño relativamente reducido (aproximadamente, 500 estudiantes de secundaria y 500 alumnos de prepa).

## Profesores ilustres
- Alain, filósofo.
- Jean Jaurès, filósofo y líder socialista.
- Jean-Paul Sartre, filósofo existencialista, enseñó filosofía en preparatoria.
- Marcel Pagnol, escritor, fue profesor de inglés.
- Roger Ikor fue alumno y, con el tiempo, profesor.
- Stéphane Mallarmé fue profesor de inglés

## Estudiantes ilustres
- Raymond Aron, sociólogo, periodista y teórico liberal.
- Marie François Sadi Carnot, presidente de la República.
- André Citroën, ingeniero y fundador de la compañía automovilística Citroën.
- Louis Renault (industrial), industrial francés, fundador de la empresa automovilística Renault.
- Jean Cocteau, poeta, novelista y autor de teatro.
- Patrick Devedjian, ministro y dirigente de la UMP.
- Edmond de Goncourt, novelista naturalista.
- Serge Gainsbourg, cantante y compositor.
- Henri Huvelin, sacerdote y director espiritual.
- Claude Lévi-Strauss, antropólogo y etnólogo, teórico del estructuralismo.
- Marcel Proust, novelista.
- Victor Schoelcher, político antiesclavista, responsable de la abolición definitiva de la esclavitud en Francia.
- Jean-Claude Trichet, presidente del Banco Central Europeo.
- Amadeo Jacques, sociólogo, filósofo, escritor, rector del Colegio Nacional de Buenos Aires, Argentina.
- Henri de Toulouse-Lautrec, ilistrador y pintor postimpresionista.
- paul verlaine (precursor del simbolismo literario)